# سورس فیلم‌میکر
سورس فیلم‌میکر یا فیلم‌ساز سورس (به انگلیسی: Source Filmmaker) (که به صورت SFM هم نوشته می‌شود) یک مجموعه ابزار نرم‌افزاری گرافیک رایانه‌ای سه‌بعدی رایگان است که با استفاده از موتور سورس برای ساخت پویانمایی استفاده می‌شود. این ابزار که توسط ولو ایجاد شده، برای ساخت بیش از ۵۰ انیمیشن کوتاه از جمله تیم فورترس ۲، مجموعه لفت فور دد و نیمه‌عمر ۲ مورد استفاده قرار گرفت. در تاریخ ۲۷ ژوئن ۲۰۱۲، ولو از طریق استیم، یک نسخه بتا باز رایگان از SFM را عرضه کرد.

## ویژگی
سورس فیلم‌میکر ابزاری برای متحرک سازی، ویرایش و ارائه فیلم‌های متحرک سه بعدی است که از فایل‌های بازی‌های ولو مانند صداها، مدل‌ها و پس زمینه استفاده می‌کند. همچنین این ابزار امکان ایجاد تصاویر ثابت، هنری و پوستر را فراهم می‌کند.
SFM یک «work camera» دارد که به کاربر امکان می‌دهد بدون تغییر دوربین‌های صحنه، پیش نمایش کار خود را ببیند. همچنین از سه رابط کاربری اصلی برای ساخت فیلم با استفاده می‌شود:
- از Clip Editor برای ضبط، ویرایش و ترتیب عکس‌ها استفاده می‌شود که می‌تواند شامل گیم پلی ضبط شده و assetهای کاربر باشد. همچنین Clip Editor به کاربر امکان می‌دهد تا فایل‌های صوتی و فیلترهای ویدیویی را سازماندهی کند.[۸][۱۰][۱۱][۱۲][۱۳]
- از Motion Editor برای تنظیم حرکت در طول زمان، مانند ترکیب دو انیمیشن با هم استفاده می‌شود. همچنین پیش تنظیمات حرکت (به عنوان مثال لرزاننده، صاف کننده) می‌تواند در مسیرهای حرکتی انتخاب شده اعمال شود.[۸][۱۴][۱۵][۱۶]
- Graph Editor برای ویرایش حرکت از طریق ایجاد فریم کلیدی استفاده می‌شود.[۸][۱۷][۱۸]

SFM به کاربران امکان ضبط و ویرایش گیم پلی را می‌دهد، کاربر می‌تواند یک شخصیت را چندین بار در همان صحنه ضبط کند و توهم چندین شخصیت را ایجاد کند. SFM می‌تواند طیف گسترده‌ای از جلوه‌ها و تکنیک‌های فیلم‌برداری مانند تاری حرکتی، اثر تیندال، نورپردازی پویا و عمق میدان را پشتیبانی کند. همچنین امکان انیمیشن دستی استخوان‌ها و ویژگی‌های صورت را فراهم می‌کند و به کاربر اجازه می‌دهد تا حرکاتی که در بازی رخ نمی‌دهد را ایجاد کند.

## تولید و به روزرسانی‌ها

### قبل از انتشار
SFM از اوایل سال ۲۰۰۵ توسط ولو ساخته شد که از ابزار پخش نمایشی موتور سورس استفاده می‌کرد و از آن برای ساخت تریلرهای روز شکست: سورس استفاده شد. سرانجام با انتشار جعبه نارنجی ظرفیت کامل این ابزار محقق شد. یک نسخه از SFM که در درون بازی سورس اجرا می‌شد، ناخواسته در جریان بتا عمومی تیم فورترس ۲ در سپتامبر ۲۰۰۷ به بیرون درز کرد. تا سال ۲۰۱۰، کل رابط کاربری با استفاده از کیوت مجدداً پیاده‌سازی شد.
قبل از اینکه سورس فیلم‌میکر به‌طور رسمی برای عموم منتشر شود، تیم فورترس ۲ نسخه ساده ای از این ابزار به اسم Replay Editor را به همراه داشت که وقایع گیم پلی بازیکن را ضبط می‌کرد و چندان حرفه ای نبود.

### نسخه بتا
در ۲۷ ژوئن ۲۰۱۲، پس از انتشار فیلم Meet the Pyro، سورس فیلم‌میکر به صورت محدود از طریق شبکه استیم در دسترس قرار گرفت. در ۱۱ ژوئیه ۲۰۲۱، نسخه بتای آزاد برای ویندوز منتشر شد.
در تاریخ ۱ آوریل ۲۰۱۳، ولو پشتیبانی ابزار از استیم‌ورک‌شاپ را ممکن ساخت که به کاربران اجازه می‌دهد assetهای ساخته شده خود را در استیم بارگذاری کنند.